# Hot Sauce Committee Part Two
Hot Sauce Committee Part Two é o oitavo álbum de estúdio do Beastie Boys, lançado em 2011.
O álbum foi originalmente planejado para ser lançado em 15 setembro de 2009, com o nome "Hot Sauce Committee, Pt. 1, como o primeiro volume de um conjunto de duas partes. O álbum foi adiado após o membro da banda Adam "MCA" Yauch foi diagnosticado com câncer. Depois de um atraso de dois anos, apenas um álbum foi lançado e não está claro se o plano para um álbum em duas partes foi abandonado.
A banda colaborou com a cantora Santigold, que co-escreveu e cantou com eles na faixa "Don't Play No Game That I Can't Win".